# محطة يانغجيانغ للطاقة النووية
محطة يانغجيانغ للطاقة النووية هي محطة طاقة نووية تقع في غوانغدونغ،الصين. لدى المحطة 6 مفاعلات كل مفاعل ينتج ألف ميجاواط.